# Klein Brunsrode
Klein Brunsrode ist eine Ortschaft in der Gemeinde Lehre im Landkreis Helmstedt in Niedersachsen.

## Geographie

### Geographische Lage
Klein Brunsrode liegt südwestlich von Wolfsburg und nördlich von Braunschweig. Die Entfernung zur Kreisstadt Helmstedt beträgt rund 31 Kilometer. Klein Brunsrode liegt nördlich der Bundesautobahn 2 und westlich der Bundesautobahn 39. Die Landschaft ist vor allem durch Ackerbau bestimmt. Im Süden liegen Waldstücke. Unmittelbar benachbarte Ortschaften sind – beginnend im Norden, im Uhrzeigersinn – Jelpke (zwei Kilometer), Wolfsburg-Ehmen (drei Kilometer), Flechtorf (drei Kilometer), Groß Brunsrode (zwei Kilometer) und Essenrode (drei Kilometer entfernt).

### Dorfstruktur
Klein Brunsrode ist ein Ort mit ländlich geprägtem Dorfkern längs der Hauptstraße und einem modernen Wohngebiet nördlich davon. Im Februar 2018 lebten 364 Menschen in Klein Brunsrode. Unmittelbar östlich des Dorfes liegt die Bahnstrecke Braunschweig–Wolfsburg.

## Geschichte
Klein Brunsrode wurde im Jahr 1318 als minori Brunesrode als herzogliches Lehen derer von Honlage gegründet. 1525 wurde es an die von Arnim verkauft, die es drei Jahre später an den Zwickauer K. Cappaun veräußerten. 1594 wurde Klein Brunsrode nach Groß Brunsrode eingepfarrt. 1636 erwarben die von Bülow den Ort. In einem Verzeichnis von 1760/62 werden neun Höfe mit 70 Einwohnern aufgeführt. Ab 1800 besuchten die Schüler aus Klein Brunsrode die Schule in Groß Brunsrode. Bis 1950 war die Landwirtschaft der Haupterwerbszweig. Heute arbeiten die meisten Einwohner in den umliegenden Großstädten Braunschweig und Wolfsburg. 1951 erfolgte der Bau eines Feuerwehrhauses, das 1998 durch einen größeren Neubau ersetzt wurde.
Im Rahmen der niedersächsischen Verwaltungs- und Gemeindereform wurde Klein Brunsrode, das bis dahin eine selbstständige Gemeinde im Landkreis Braunschweig war, am 1. Juli 1972 nach Lehre eingemeindet. Die Gemeinde Lehre wurde am 1. März 1974 dem Landkreis Helmstedt zugeschlagen.

### Einwohnerentwicklung
| Lehre-Klein Brunsrode – Bevölkerungsentwicklung seit 2011                                                             | Lehre-Klein Brunsrode – Bevölkerungsentwicklung seit 2011 | Lehre-Klein Brunsrode – Bevölkerungsentwicklung seit 2011 | Lehre-Klein Brunsrode – Bevölkerungsentwicklung seit 2011 | Lehre-Klein Brunsrode – Bevölkerungsentwicklung seit 2011 |
| Entwicklung | Jahr                                                      | Einwohner                                                 | Anmerkungen                                               |                                                           |
| --- | --------------------------------------------------------- | --------------------------------------------------------- | --------------------------------------------------------- | --------------------------------------------------------- |
| Hier fehlt eine Grafik, die leider im Moment aus technischen Gründen nicht angezeigt werden kann. Wir arbeiten daran! | 2011                                                      | 323                                                       | zum 31. Dezember                                          |                                                           |
| Hier fehlt eine Grafik, die leider im Moment aus technischen Gründen nicht angezeigt werden kann. Wir arbeiten daran! | 2012                                                      | 351                                                       | zum 31. Dezember                                          |                                                           |
| Hier fehlt eine Grafik, die leider im Moment aus technischen Gründen nicht angezeigt werden kann. Wir arbeiten daran! | 2018                                                      | 364                                                       | zum 1. Februar                                            |                                                           |
| Hier fehlt eine Grafik, die leider im Moment aus technischen Gründen nicht angezeigt werden kann. Wir arbeiten daran! | 2020                                                      | 365                                                       | zum September                                             |                                                           |

## Politik

### Ortsrat
| Ortsrat Lehre-Klein Brunsrode 2021–2026Insgesamt 5 Sitze - WGKB: 5 WGKB = Wählergemeinschaft Klein Brunsrode |

### Ortsbürgermeister
Ortsbürgermeister ist seit 2021 Robert Steinborn (WGKB). Seine Stellvertreterin ist Iris Rubach (WGKB).

## Kultur und Sehenswürdigkeiten
- Heimatstube[9]

## Verkehr
Klein Brunsrode liegt an der Kreisstraße Wolfsburg-Ehmen–Groß Brunsrode. Eine weitere Kreisstraße führt nach Jelpke, eine dritte zweigt südlich von Klein Brunsrode nach Essenrode ab. Busverbindungen führen an Schultagen nach Lehre und Flechtorf sowie nach Wolfsburg bzw. Groß Brunsrode.